# Гусятникова, Прасковья Васильевна
Прасковья Васильевна Гусятникова (1899 — ?) — советский работник промышленности, новатор производства, начальник цеха Киевского завода «Укркабель», депутат Верховного совета СССР 1—4-х созывов (в 1937—1958 годах).

## Биография
Родилась в семье рабочих. Отец, работавший котельщиком, вскоре умер, а мать работала работницей цементного завода.
Трудовую деятельность начала в 1915 году на подсобной работе в лудильных цехах Киевского кабельного завода («Укркабель»).
Без отрыва от производства закончила вечернюю школу и рабочий факультет.
Училась в Промышленной академии в Москве.
Во время Великой Отечественной войны была эвакуирована в город Свердловск (ныне Екатеринбург). В 1944 году вернулась в Киев и продолжила работать начальником цеха завода «Укркабель».
С 1959 года — находится на пенсии и живет в городе Киев.

## Награды
- Орден Ленина (21.04.1939)
- Орден Трудового Красного Знамени